# Giovanni Battista Ferrari
Pour les articles homonymes, voir Ferrari.
Giovanni Battista Ferrari, né le 1er mai 1584 à Sienne et mort dans cette même ville le 1er février 1655, est un jésuite, un écrivain et un botaniste italien.

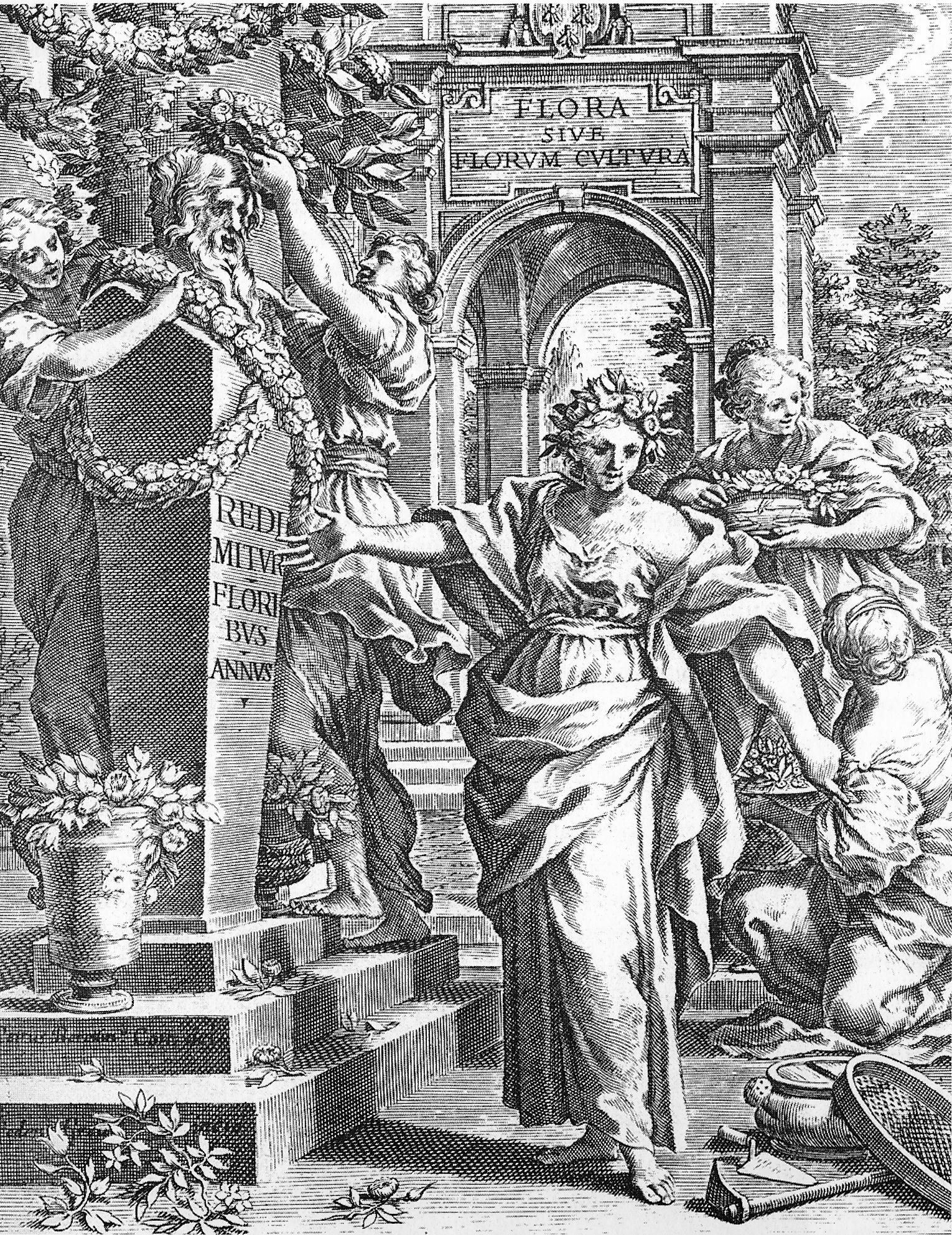
Frontispice de Flora (1638).

## Biographie
Né à Sienne, il entra dans la Compagnie de Jésus en 1602, à l'âge de 18 ans, et se distingua également par son esprit et par l'étendue et la variété de ses connaissances. Savant orientaliste, après avoir enseigné les belles-lettres pendant quatre ans, il occupa la chaire d'hébreu au Collège romain, et y professa cette langue pendant 28 ans. À Rome, il fut actif dans un cercle d'intellectuels et d'artistes réunis autour de Cassiano dal Pozzo et aux cardinaux Antonio et Francesco Barberini. Vers la fin de ses jours il se retira à Sienne, où il mourut le 1er février 1655.
Ferrari a donné au public un dictionnaire latin-syriaque très-utile, qui a été imprimé à Rome en 1622 sous le titre de Nomenclator Syriacus. L’auteur témoigne, dans sa Préface, de s’être principalement appliqué à expliquer les mots syriaques de la Bible, et qu’il a été aidé par de savants Maronites, qu’il a consultés sur ce qu’il y avoir de plus obscur. Il ajoute qu’on ne doit pas trouver étrange, qu’il ne convienne pas quelquefois avec d’autres auteurs, sur l’explication de certains mots ; puisque les interprètes arabes de la langue syriaque ne s’accordent pas toujours entre eux, sur l’interprétation de ces noms.
Ferrari est surtout connu pour un traité de botanique, illustré de belles planches, nommé Flora, seu De florum cultura lib. 4, publié en latin en 1633 et réédité en italien en 1638 avec le titre de Flora overo Cultura di fiori del P. Gio. Battista Ferrari sanese della Comp. di Giesu distinta in quattro libri e trasportata dalla lingua latina nell'italiana da Lodovico Aureli Perugino.
Ferrari fut aussi le premier scientifique à fournir une description complète des agrumes qu'il préconisa ensuite dans des décoctions médicinales contre le scorbut.

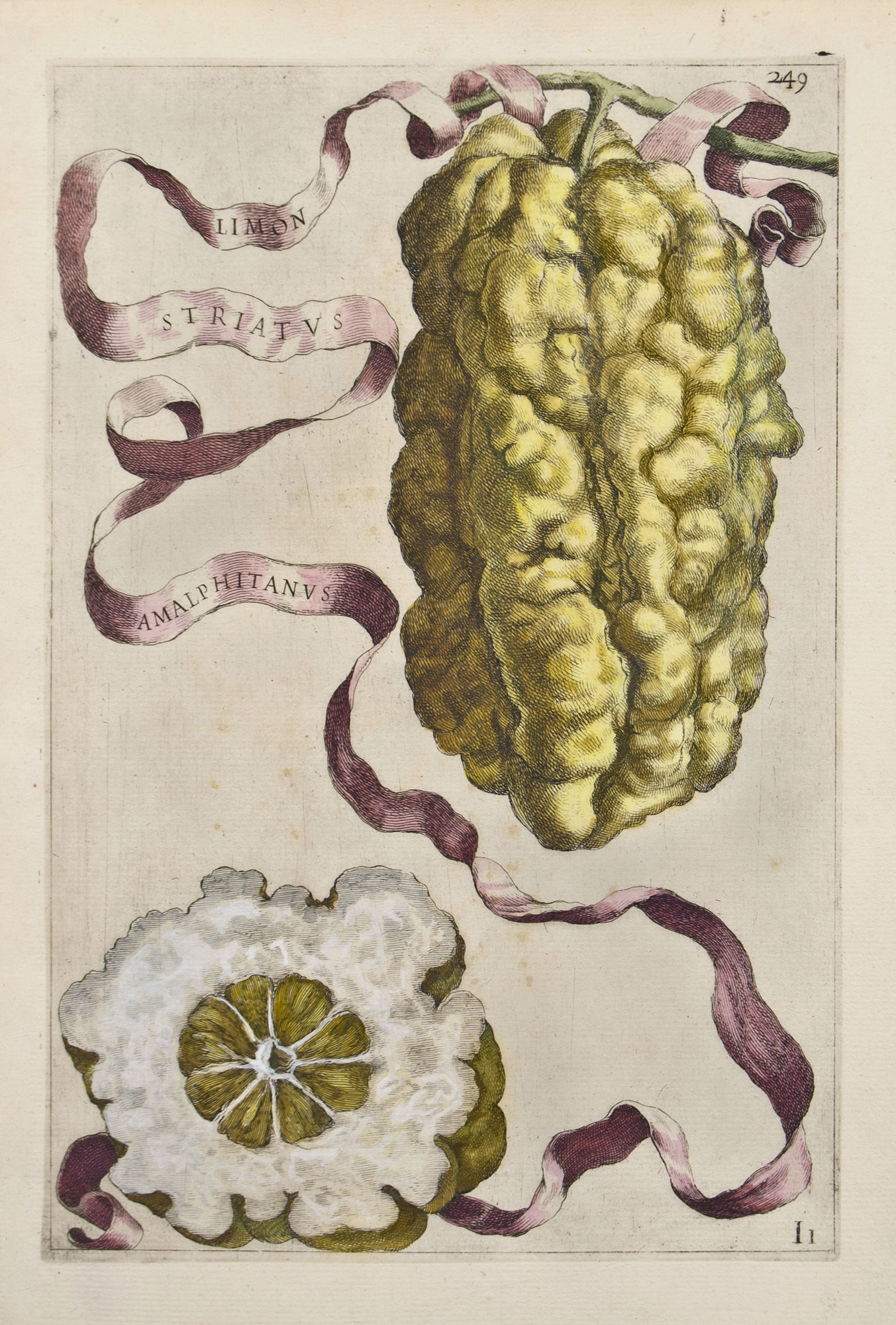
Striatus amalphitanus dans les Hespérides de 1646.
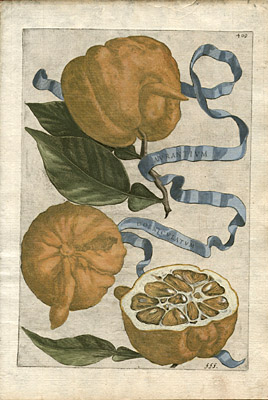
Aurantium corniculatum.